# Chadron (Haute-Loire)
Chadron település Franciaországban, Haute-Loire megyében. Lakosainak száma 348 fő (2022. január 1.). Chadron Le Brignon, Coubon, Cussac-sur-Loire, Le Monastier-sur-Gazeille, Saint-Martin-de-Fugères és Solignac-sur-Loire községekkel határos.

## Népesség
A település népességének változása:
| Lakosok száma | 291  | 205  | 204  | 213  | 275  | 270  | 292  | 332  | 336  | 348  |
|               | 1968 | 1982 | 1990 | 2006 | 2013 | 2015 | 2017 | 2019 | 2020 | 2022 |